# Carlo Lievore
Carlo Lievore (Carrè, 10 novembre 1937 – Torino, 9 ottobre 2002) è stato un giavellottista e allenatore di atletica leggera italiano, detentore del record mondiale del lancio del giavellotto dal 1º giugno 1961 al 1º luglio 1964.

## Biografia
Fratello minore di Giovanni, anch'egli giavellottista, iniziò a gareggiare nel 1954 con la Lanerossi di Schio, per passare due anni dopo alle Fiamme Oro di Padova. Nel 1956 migliorò per la prima volta il primato italiano e nel 1957 vinse il suo primo campionato nazionale assoluto della specialità.

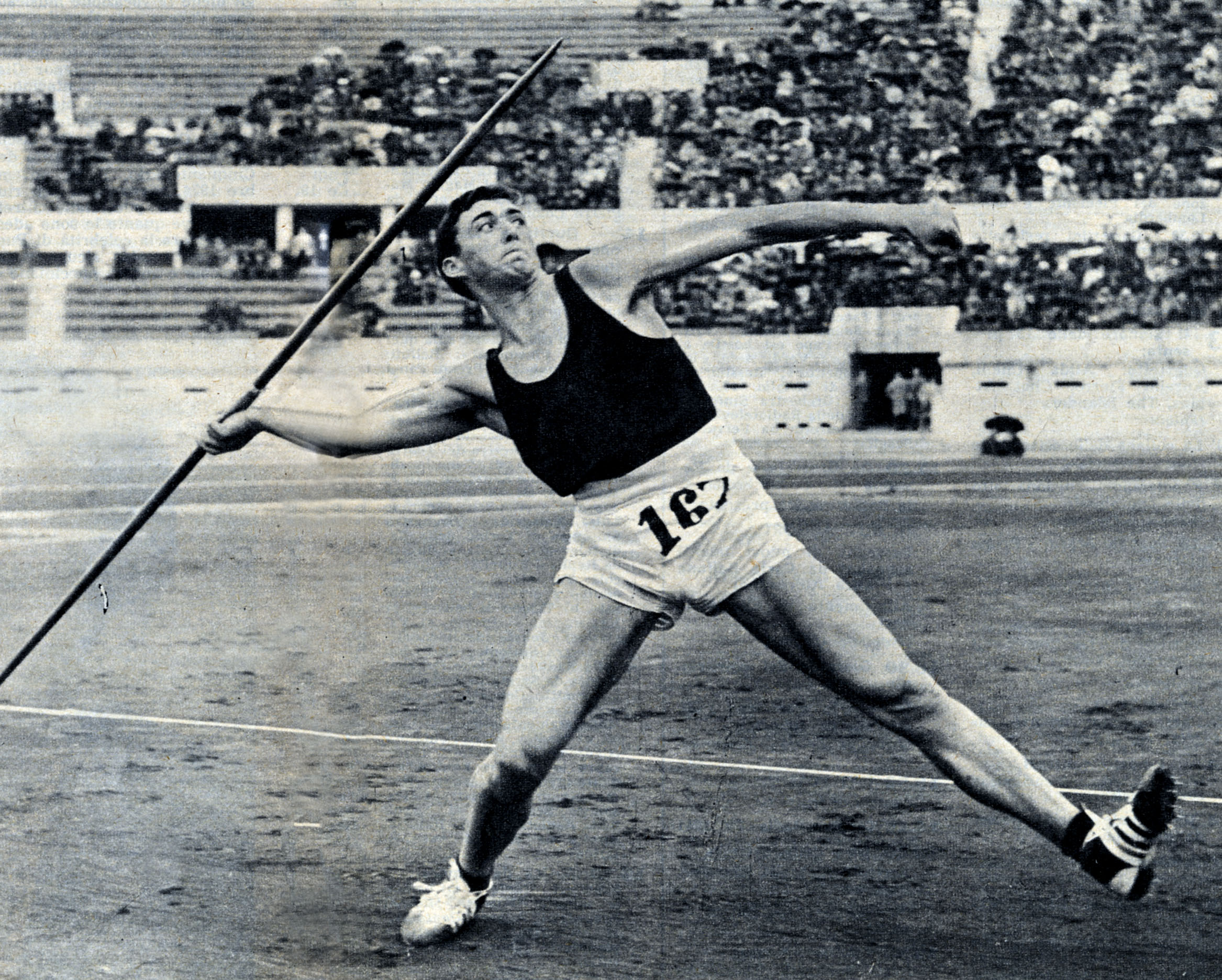
Carlo Lievore nel 1961

Nel 1958 fece il suo debutto internazionale giungendo undicesimo ai Campionati europei di Stoccolma e nel 1960 si mise in luce con alcuni lanci sopra gli 80 metri, fra i quali spiccava l'83,60 m conseguito il 31 luglio a Schio, che lo accreditarono come uno dei favoriti alla vigilia dei Giochi olimpici di Roma, in programma nel mese di settembre. Sfortunatamente si infortunò ad una caviglia nel mese di agosto; seppure in precarie condizioni fisiche, partecipò ugualmente ai Giochi giungendo nono.
L'anno seguente raggiunse l'apice della sua carriera. Il 1º giugno 1961, all'Arena Civica di Milano, stabilì il record mondiale con la misura di 86,74 m, superando di 70 centimetri il precedente primato. Le cronache raccontano che il giavellotto si conficcò nella pista di atletica che circondava il campo di lancio e che la misurazione ufficiale venne eseguita dai giudici di gara solo dopo il termine di tutte le altre competizioni in programma (all'epoca, in mancanza dei moderni sistemi di rilevamento, la misurazione veniva obbligatoriamente fatta con una fettuccia graduata di lunghezza adeguata). Quella misura rimase primato mondiale per 3 anni, e per ben 22 anni resistette come record italiano fino a quando, nel 1983, fu battuto da Agostino Ghesini con 89,12 m.
Dopo aver ottenuto il record mondiale, Lievore non è più riuscito a confermarsi ai massimi livelli nelle competizioni internazionali, avendo ottenuto come miglior risultato un sesto posto ai campionati europei del 1962. Ha continuato a gareggiare fino al 1969, anno in cui conquistò il suo sesto titolo di campione italiano. Successivamente ha svolto l'incarico di allenatore per la società sportiva del gruppo FIAT seguendo, tra l'altro, la giavellottista italo-somala Zahra Bani.

## Record mondiali
- Lancio del giavellotto: 86,74 m ( Milano, 1º giugno 1961), sino al 1º luglio 1964

## Campionati nazionali
- ai Campionati italiani assoluti di atletica leggera, lancio del giavellotto (1960, 1961, 1964 e 1969)